# Thilo Jaques
Thilo Jaques (* 21. Februar 1967 in Hamburg) ist ein deutscher Komponist und Dirigent.

## Leben
Jaques studierte Komposition und Musiktheorie an der Hochschule für Musik und Theater Hamburg.
Thilo Jaques gewann mehrere Kompositionspreise, u. a. auch den 1. Preis des Norddeutschen Liederwettbewerbes. Zu seinen Kompositionen gehören ein Hornkonzert sowie die Amish Symphony.
Von 1994 bis 2002 war Thilo Jaques Dirigent des Jungen Orchesters Hamburg. Seit 2004 ist er auch Dirigent des Hamburger Ärzteorchesters; im Herbst 2002 übernahm er zusätzlich die musikalische Leitung der Jungen Symphoniker Hamburg.